# Ibrahima Kassory Fofana
Ibrahima Kassory Fofana (Forécariah, 1954) é um político guineense, atualmente é Primeiro Ministro do Guiné desde 21 de maio de 2018.
Macroeconomista e especialista em política econômica, anteriormente ocupou vários cargos estratégicos no governo guineense, incluindo ministro de Estado para investimentos e parcerias público-privadas no governo do presidente de Alpha Condé e ministro de economia e finanças no governo do presidente Lansana Conté, também foi candidato às eleições presidenciais de 2010.

## Vida e Educação
Ibrahima Kassory Fofana nasceu em Forécariah (Baixo Guiné) em uma família de camponeses descendentes de Imames muçulmanos.

### Inicio de carreira
Graduado com honras na Universidade Gamal Abdel Nasser de Conakry, em 1978, ingressou no departamento de pesquisa do Ministério da Cooperação Internacional como diretor adjunto. Mais tarde, chegou ao ministério de planejamento e cooperação para se tornar diretor de cooperação internacional (1986) e diretor de investimentos públicos (1991).

### Ascensão ministerial
Foi personagem de uma ascensão meteórica no governo do presidente guineense Lansana Conté, sobre quem gozou de grande influência. Em 1994, como ministro sem pasta, foi administrador geral encarregado de grandes projetos nacionais e supervisionou a reestruturação de empresas estatais e as reformas econômicas necessárias para mudar a economia guineense de um modelo socialista para um modelo liberal. Ele se tornou, em 1996, ministro do orçamento e da reestruturação do setor público.
Ele foi promovido em 1997 para para o cargo de ministro da Economia e Finanças, uma posição-chave que ocupou até 2000. Conseguiu realizar com êxito um programa de ajuste estrutural com o FMI e o Banco Mundial. Ele também iniciou o primeiro programa anticorrupção na Guiné, que levou a prisões e processos judiciais contra os executivos envolvidos, e um programa para reduzir a lista do funcionalismo público que resultou em uma economia de bilhões de francos guineenses para o tesouro público.
Durante esse período, ele também foi governador da Guiné no Banco Africano de Desenvolvimento (1996-2000) e administrador do Guiné no Fundo Monetário Internacional (1998-2000). Também foi membro do Conselho de muitas empresas públicas e privadas da Guiné.

### Auto exílio e entrada na política
Em 2000, ele deixou o governo por razões que dizem incluir conflitos com o exército por causa de suas despesas e manipulação orquestrada contra ele pela comitiva do presidente Lansana Conté. Ele decidiu ir para o exterior, primeiro para Senegal e depois Estados Unidos.
Em 2002, nos Estados Unidos, obteve um doutorado em desenvolvimento, finanças e bancos pela Universidade Americana em Washington e tornou-se consultor internacional.
Em 2009, sob a transição militar após a morte do presidente Lansana Conté, ele retornou a Conakry e criou o partido Guiné para Todos (GPT), notável no cenário político do Guiné por lutar contra o favoritismo étnico. Um dos 24 candidatos na primeira eleição presidencial democrática do Guiné em 2010, ele apresentou um programa focado em melhorar a governança, descentralização e integração regional, ocupando o 11º lugar no primeiro turno com 0,66% dos votos. No segundo turno, ele escolheu votar a favor de Alpha Condé, que venceu com 52,52% dos votos.
Mais tarde, ele se separou de seu ex-aliado em meio a divergências sobre a organização das primeiras eleições parlamentares democráticas do país. Ele lutou ao lado da oposição por realizar eleições transparentes e participou de manifestações de rua.

### Aliado do Presidente Alpha Condé
Após as eleições legislativas de setembro de 2013, onde o GPT obteve um assento em 114, ele restabeleceu relações amigáveis com Alpha Condé, que havia pedido sua ajuda na recuperação econômica do país. Ele decidiu fazer uma aliança útil juntando-se ao governo.
Em 2014, tornou-se Ministro de Estado responsável por investimentos e parcerias público-privadas na Administração do Presidente Alpha Condé. Nesse cargo estratégico e recém criado, ele coordenou esforços no país e no exterior para mobilizar os recursos necessários para seus projetos. Ele participou do programa de parcerias para países emergentes, dos quais obteve US $ 20 bilhões em investimentos.
Ele foi diretor de campanha do presidente Alpha Condé nas eleições presidenciais da Guiné em outubro de 2015, para as quais seu partido GPT não apresentou candidato.
Em maio de 2018, ele dissolveu a GPT e ingressou na RPG-Arc-en-Ciel, a coalizão governista.

### Primeiro ministro
Em 21 de maio de 2018, Ibrahima Kassory Fofana foi nomeada pelo Presidente Alpha Condé como Primeiro Ministro da Guiné. Ele anunciou um ambicioso programa de redução da pobreza que visa atingir 40% dos guineenses, o que representa seis milhões de pessoas, da pobreza extrema até 2025.